# Lestodiplosis hieracii
Lestodiplosis hieracii är en tvåvingeart som beskrevs av Barnes 1928. Lestodiplosis hieracii ingår i släktet Lestodiplosis och familjen gallmyggor. Inga underarter finns listade i Catalogue of Life.